# John Bosch
Pour les articles homonymes, voir Bosch.
John Bosch  est un pilote automobile néerlandais, sur circuits et en rallyes, né le 1er avril 1964 à Zaandam.

## Biographie
Il commence la compétition en sport mécanique par le Karting en 1971.
En 1982, il court en Formule Ford en Angleterre, puis en 1983, il est inscrit au championnat Européen de Formule 3 dans lequel il a un accident en Allemagne pendant la course de Diepholz. Revenant de ses blessures, on le retrouve l'année suivante dans le même championnat, mais il a de nouveau un accident.

Blessé, il jette l'éponge dans les courses de monoplace.
De 1985 à 1987, il participe au Championnat d'Europe des rallyes au volant d'une Audi Quattro, puis de 1988 à 1990 au championnat des Pays-Bas des rallyes, dont il remporte le titre en 1989 au volant d'une BMW M3.
En 1991, il devient le seul quadruple vainqueur du Rallye des Tulipes, lors de sa toute dernière édition (épreuve alors hors championnat européen).
Il retourne activement au championnat d'Europe des rallyes de 1990 à 1991 (4e du classement les deux fois), toujours au volant d'une BMW M3, avant de participer au championnat des Pays-Bas de tourisme en 1993 à bord d'une Nissan Sunny.
Après une interruption prolongée, on le retrouve dans le Ferrari Challenge de 2000 à 2002 au volant d'une Ferrari 360 Modena. 
En 2003, il remporte 3 victoires en FIA Sportscar avec Racing for Holland sur Dome S101, ce qui lui permet de remporter le titre.
L'année 2004, il est à bord d'une Ferrari 575 et court à Sébring et en LMES. Il termine 2e de la catégorie GTS à Monza.
En 2005, il participe à des courses historiques (dont le rallye des Tulipes).

## Palmarès

### Titres
- 1989:
  - Champion des Pays-Bas des rallyes;
- 2003:
  - Champion FIA Sportscar avec Racing for Holland sur Dome S101;

### Sur circuits
- Victoires à Monza, au Lausitzring, et à Donington.

### En rallyes
- Quadruple victoire au Rallye des Tulipes (record absolu), en 1985 (copilote le belge Lambert Peeters, sur Audi Quattro A2), 1987 (copilote le britannique Guy Hodgson, sur Audi Quattro A2), 1988 et 1991 (copilote le britannique Kevin Gormley les deux fois, sur BMW M3);
- Rallye d'Indonésie, en 1987 (copilote Kevin Gourmleyn, sur Audi Quattro A2).

### Résultats aux24 Heures du Mans
| Année | Voiture         | Équipe               | Équipiers                     | Résultat |
| ----- | --------------- | -------------------- | ----------------------------- | -------- |
| 2003  | Dome S101-Judd  | Racing for Holland   | Jan Lammers / Andy Wallace    | 6e       |
| 2004  | Ferrari 575 GTC | Barron Connor Racing | Danny Sullivan / Thomas Biagi | Abandon  |
| 2005  | Dome S101-Judd  | Racing for Holland   | Jan Lammers / Elton Julian    | 7e       |